# Liste der portugiesischen Botschafter in Namibia

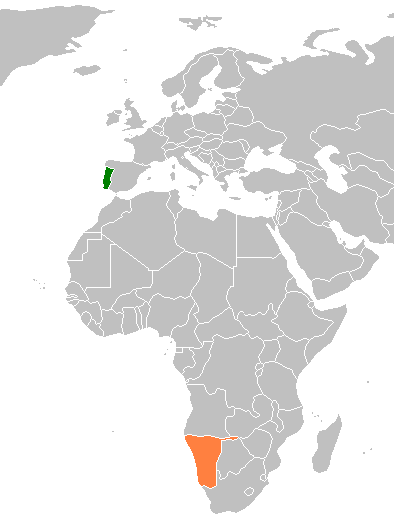
Namibia und Portugal

Die Liste der portugiesischen Botschafter in Namibia listet die Botschafter Portugals in Namibia auf. Die beiden Staaten unterhalten seit 1991 diplomatische Beziehungen.
Ein erster Vertreter Portugals war bereits ab dem 9. April 1989 vor Ort, im Übergangsprozess zur Unabhängigkeit Namibias. Von 2003 bis 2010 war die portugiesische Botschaft in der namibischen Hauptstadt Windhoek geschlossen, zuständig war die portugiesische Vertretung in Südafrika. Im November 2010 wurde die Botschaft Portugals in Namibia wiedereröffnet.

## Missionschefs
| Name                                               | Bild | Amtszeit                           | Anmerkungen                                                                    |
| -------------------------------------------------- | ---- | ---------------------------------- | ------------------------------------------------------------------------------ |
| João José Gomes Caetano da Silva                   |      | 9. April 1989 –21. März 1990       | Diplomatischer Beobachter für den Übergangsprozess zur Unabhängigkeit Namibias |
| António Félix Machado de Faria e Maya              |      | 22. November 1991 –27. August 1995 | Geschäftsträger an der neuen portugiesischen Botschaft in Windhoek             |
| António Chambers de Antas de Campos                |      | 25. Dezember 1995 –17. August 1997 | Botschafter, am 7. Dezember 1995 akkreditiert                                  |
| Maria do Carmo de Sousa Pinto Allegro de Magalhães |      | 26. Januar 1998 –9. September 2002 | Botschafterin                                                                  |
| -                                                  |      | 2003–2010                          | Portugiesischer Botschafter in Südafrika                                       |
| Helena Alexandra Andrade Furtado de Paiva          |      | ab 19. November 2010               | Sondermission im diplomatischen Dienst, Botschaft in Windhoek wiedereröffnet   |
| Helena Alexandra Andrade Furtado de Paiva          |      | ab 1. November 2011                | Geschäftsträgerin                                                              |
| Helena Alexandra Andrade Furtado de Paiva          |      | 14. November 2014 –3. Mai 2016     | Botschafterin, am 26. November 2014 akkreditiert                               |
| Isabel Maria Oliveira Brilhante Pedrosa            |      | 8. Juli 2016 –1. Oktober 2017      | Botschafterin, am 20. Juli 2016 akkreditiert                                   |
| Fernando Manuel de Gouveia Araújo                  |      | seit dem 2. Juni 2018              | Botschafter, am 11. Juni 2018 akkreditiert                                     |

## Website
- Offizielle Website der Botschaft (englisch)